# Маргарита Австрийская (1416—1486)
Маргарита Австрийская (около 1416, Инсбрук, Цислейтания — 12 февраля 1486, Альтенбург) — член дома Габсбургов, жена Фридриха II, курфюрста Саксонии. Сестра императора Священной Римской империи Фридриха III.

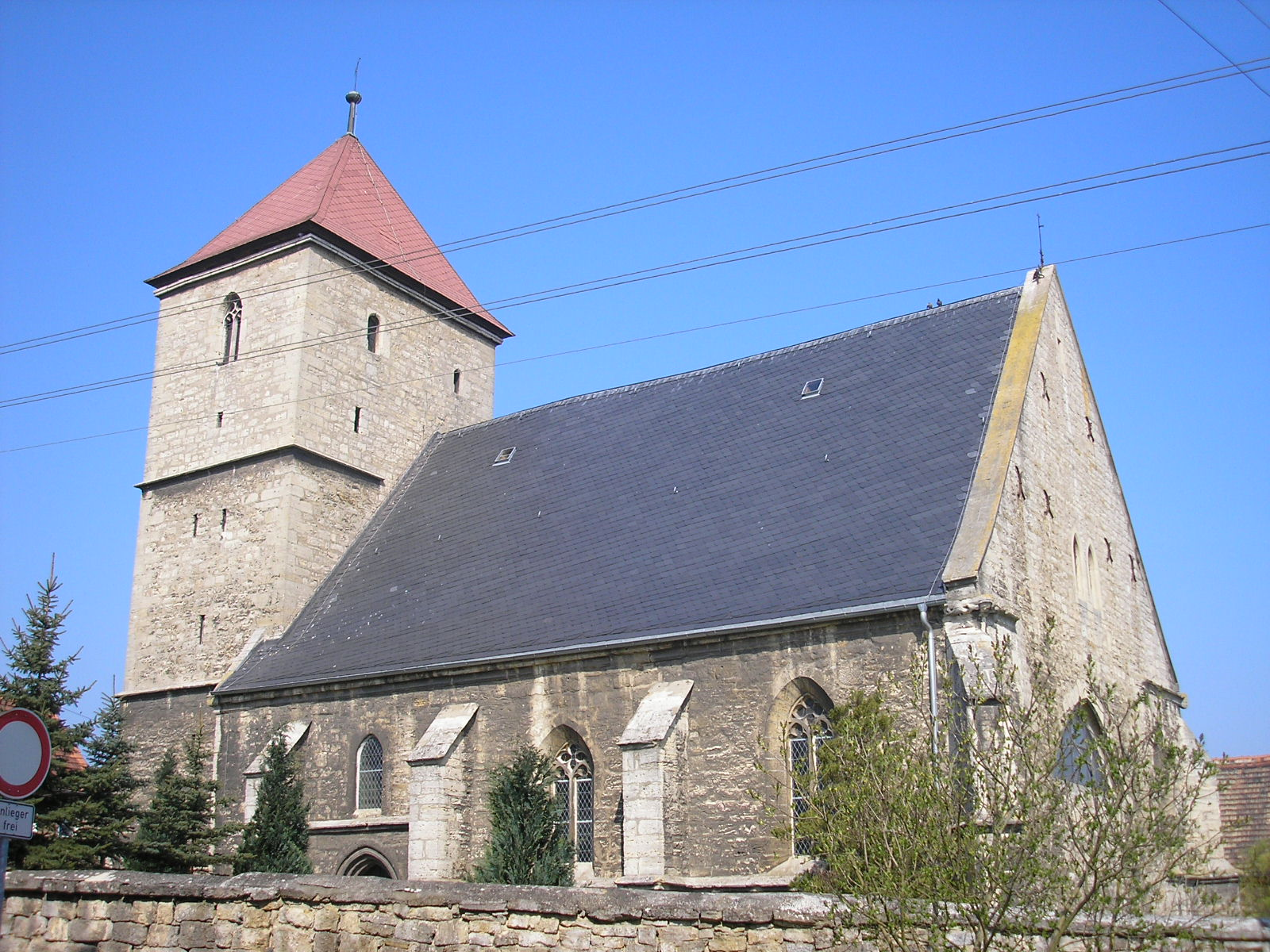
Церковь в Йене

## Жизнь
Маргарита была обручена с Фридрихом II, курфюрстом Саксонии в 1428 году, вскоре после того как он наследовал отцу; свадьба состоялась 3 июня 1431 года в Лейпциге. Она примирила своего мужа с его братом, Вильгельмом III, ландграфом Тюрингии, и впрочем принимала самое активное участие в управлении страной. Так, по её указанию из Майсенского маркграфства были изгнаны евреи в 1432 году. Кроме того, Маргарита чеканила собственные монеты.
Христианская вера была важной частью жизни Маргариты. После Саксонской братской войны, которая унесла жизнь её деверя, она в 1453 году заложила фундамент паломнической церкви в разрушенной деревне под Йеной.
В июле 1455 года её сыновья Эрнст и Альбрехт были похищены рыцарем Кунцем фон Кауффунгеном, надеявшимся тем самым возместить свои потери в Саксонской братской войне.
После смерти мужа 7 сентября 1464 года Маргарита Австрийская получила большое наследство, включая город Альтенбург, а также замки в Лейпциге и в Либенверде, города Кольдиц, Айленбург и Либенверда. Вплоть до своей смерти она жила в Альтенбургском замке, выступая в роли суверенного правителя. 
Маргарита умерла в Альтенбурге в возрасте 70 лет и была похоронена в замковой церкви. Её пережило шестеро детей.

## Семья
В 1431 году вышла замуж за Фридриха II, курфюрста Саксонии (1412—1464). У супругов родились:
- Амалия (1436—1501), с 1452 года замужем за герцогом Людвигом IX Ландсгут-Баварским (1417—1479),
- Анна (1437—1512), с 1458 года замужем за курфюрстом Альбрехтом Ахиллом Бранденбургским (1414—1486),
- Фридрих (1439—1451)
- Эрнст (1441—1486)
- Альбрехт (1443—1500)
- Маргарита (1444 — ок. 1491), с 1463 года аббатиса в Зейслице,
- Хедвига (1445—1511), с 1458 года аббатиса в Кведлинбурге,
- Александр (1447)